# Híd a Kwai folyón (regény)
A Híd a Kwai folyón (Le pont de la rivière Kwaï) Pierre Boulle 1952-ben megjelent regénye. Bár az elbeszélt események fiktívek, a regény a burmai vasút 1942 és 1943 közötti megépítésén alapul. Egy csoport brit hadifogoly történetét írja le, akiket a második világháború idején a Japán Birodalmi Hadsereg arra kényszerített, hogy vasúti hidat építsenek. A regény 1952-ben elnyerte a Sainte-Beuve-díjat.

## Történelmi háttér
A 424 km-es vasútvonalat a japánok készíttették kényszermunkával brit, holland és amerikai hadifoglyokkal. A megszállók 16 hónap alatt lettek kész a munkálatokkal, melyet 1945-ben a szövetségesek bombázásai leromboltak. A rossz bánásmód miatt "halál vasútvonala"  építése közben a hadifoglyok közül 13 ezren, a helyi kényszermunkások közül 80–100 ezren haltak meg.

### Pierre Boulle
A fiatal tartalékos tiszt – eredetileg villamosmérnök –, korábban a gaulle-isták Kínában működő titkosszolgálatának tagja volt. 1942-ben útnak indult a Nam-Na folyón, hogy eljusson Hanoiba. Ott fel akarta venni a kapcsolatot a helyi antifasisztákkal. Ám elfogták, és több mint két évet börtönben töltött, míg sikerült megszöknie. A hátsó-indiai dzsungelt a háború alatt kiválóan megismerte. 

## Történet
A regény cselekménye a második világháború idején játszódik Thaiföldön. Egy fogságba esett brit ezred története, akiknek vasúti hidat kell építeniük a Kwai folyón, hogy létrejöjjön a vasúti összeköttetés Bangkok és Rangoon között. A japánok azt követelik, hogy minden férfi, beleértve a tiszteket is, végezzen fizikai munkát. A foglyok parancsnoka a becsületes és megtörhetetlen Nicholson ezredes, aki nem hajlandó beleegyezni, hogy a tisztek együtt dolgozzanak a közkatonákkal. A japán táborparancsnok, Saito ezredes hiba kínozza meg a brit ezredest, nem tudja megtörni, az továbbra is makacsul ragaszkodik az elveihez, végül sikerrel jár. Mivel a jelenlévő japánok keveset értenek a hídtervezéshez, ráadásul még a foglyok munkáját sem tudják rendesen megszervezni, Nicholson és tisztjei átveszik az építkezés irányítását. Az ezredes és embereinek kitartó erőfeszítéseinek köszönhetően a hidat időben és jó minőségben felépítik. 
Egy közeli thaiföldi faluban landol a Calcuttából útnak indult brit kommandó, amelynek egyetlen célja, hogy lerombolja a folyón átívelő fontos hidat. A háromtagú csapat azt tervezi, hogy felrobbantják a hídoszlopokat.
A végzetes napon, amikor az elkészült híd átadására készülnek, a robbanóanyagok már a helyükön vannak. Nicholson ezredes a híd körüli utolsó járőrözése során különösen alaposan átvizsgálja a hidat, a folyó apadása miatt észreveszi a robbanóanyagokat és a hozzájuk tartozó elektromos vezetékeket. A vonat ugyan kisiklik, de a híd tönkretételét meghiúsítják, a kommandó két tagját elfogják. A csoport harmadik tagja aknavetőtűzzel borítja be a környéket.

## Nicholson ezredes dilemmája
A híd építése a professzionalizmus és a személyes integritás megőrzésének szimbóluma a fogoly Nicholson ezredes, a büszke perfekcionista számára. Ellenáll Saito, a japán hadifogolytábor felügyelője kíméletlen szadizmusának, majd elérve célját torz kötelességtudatból segíteni fogja az ellenséget. Miközben a szövetségesek kívülről a híd lerombolásáért küzdenek, Nicholsonnak el kell döntenie, melyiket áldozza fel: a hazaszeretetét vagy a büszkeségét.

## Szereplők
- Nicholson ezredes, brit katonatiszt, a hadifoglyok parancsnoka
- Saito ezredes, japán táborparancsnok
- Clipton, orvos őrnagy
- Hughes őrnagy
- Reeves mérnök százados
- Green ezredes, a 316-os különítmény parancsnoka
- Shears őrnagy, a kommandó parancsnoka
- Warden százados, a keleti nyelvek professzora
- Joyce kadét, fiatal ügynök, civilben műszaki rajzoló
- Harper főhadnagy
- japán mérnök

## Kiadások magyar nyelven (válogatás)
- Könyvmolyképző Kiadó, Szeged, 2008
- Magyar Könyvklub, Budapest, 2000
- Híd a Kwai folyón; ford., utószó Rubin Péter; Európa, Bp., 1966; 1969, 1979, 1993

### Hangoskönyv
- Titis, 2017 (Felolvasta: Szilágyi Tibor)

## Filmváltozat
- A regény alapján 1957-ben készült film hét Oscar-díjat nyert, és az IMDb rangsorában az 57. helyre került.[1]